# Café du Dôme
Il Café du Dôme, noto anche come Le Dôme, è un ristorante parigino, aperto nel 1898 al nº 109 del boulevard du Montparnasse all'angolo con la rue Delambre.

## Storia
Fin dall'inizio del Novecento, Le Dôme è stato riconosciuto come un luogo di incontro intellettuale. Conosciuto come il primo «caffè anglo-americano», fu il primo caffè a Montparnasse.
«Source et diffuseur de ragots, il a fourni des échanges de messages et un marché informel de destinées artistiques et littéraires. » (Fonte e diffusore di clamori, esso ha fornito un luogo di scambio di opinioni ed è stato un mercato informale artistico e letterario). Frequentato da pittori, scultori, scrittori, poeti, modelle e mercanti d'arte, il Dôme è diventato un punto focale per gli artisti residenti nella rive gauche di Parigi. Esso è diventato pure il luogo d'incontro per la folta colonia di letterati americani orbitanti attorno alla capitale francese.
All'epoca un artista con pochi mezzi (economici) poteva concedersi una salsiccia di Tolosa e un piatto di purè per l'equivalente di 1 euro attuale. Oggi è un ristorante di pesce di haut-de-gamme al quale la guida Michelin ha concesso una stella. La critica gastronomica Patricia Wells ha detto: «Io posso cenare al Dôme solo una volta alla settimana, concedendomi dei piatti di ostriche iodate e la loro incomparabile sole meunière».

## Letteratura
Il caffè del Dôme viene citato nei seguenti testi:
- L'invitata di Simone de Beauvoir,
- Con Pascin al Dôme di Ernest Hemingway,
- L'età della ragione di Jean-Paul Sartre,
- Paroles de Paris di Édith Piaf,[3]
- Il filo del rasoio di William Somerset Maugham,
- La versione di Barney di Mordecai Richler,
- Mephisto di Klaus Mann.
- Tropico del Cancro di Henry Miller

## Dômiers
Il termine « Dômiers » è stato inventato per indicare il gruppo internazionale d'artisti e letterati che si riunivano al caffè Dôme fra cui ricordiamo:
- Robert Capa (1913-1954)
- Henri Cartier-Bresson (1908-2004)
- Aleister Crowley (1875-1947)
- Max Ernst (1891-1976)
- Tsuguharu Foujita (1886-1968)
- Paul Gauguin (1848-1903)
- Ernest Hemingway (1899-1961)
- Khalil Gibran (1883-1931)
- Wassily Kandinsky (1866-1944)
- Eva Kotchever (1891-1943)
- Moïse Kisling (1891-1953)
- Lenin (1870-1924)

- Sinclair Lewis (1885-1951)[4]
- Henry Miller (1891-1980)
- Anaïs Nin (1903-1977)
- Amedeo Modigliani (1884-1920)[5]
- Pascin (1885-1930)
- Pablo Picasso (1881-1973)
- Ezra Pound (1885-1972)
- Man Ray (1890-1976)
- Chaïm Soutine (1893-1943)
- Gerda Taro (1910-1937)

## Come raggiungere il Caffè
Il caffè è facilmente raggiungibile dalla fermata Vavin della linea 4 della Metropolitana di Parigi.